# 張小虹
張小虹（1961年1月19日—），生於台北，台灣女性主義作家。國立臺灣大學外國語文學系畢業，密西根大學英文系博士。曾任台灣女性學學會理事長、文化研究學會理事、臺北市女性影像協會理事、中華民國比較文學學會副理事長、加州大學柏克萊分校客座教授、哈佛大學、薩塞克斯大學訪問學者。現任國立臺灣大學外國語文學系特聘教授。 曾獲國科會傑出研究獎、胡適紀念講座、科技部特約研究計畫等。主要學術研究領域為女性主義理論與文學、臺灣文化與影像研究、東亞現代性研究。

## 作品
- 《文本張愛玲》，臺北：時報，2020
- 《張愛玲的假髮》，臺北：時報，2020
- 《時尚現代性》，臺北：聯經，2016
- 《資本主義有怪獸》，臺北：有鹿文化，2010.10.7
- 《身體褶學》，臺北：有鹿文化。（2009.11.1）
- 《假全球化》，臺北：聯合文學。（2007）
- 《穿衣與不穿衣的城市》，臺北：聯合文學。（2007）
- 《後現代女人：權力、慾望與性別表演》(改版)，臺北：聯合文學。（2006）
- 《膚淺》，臺北：聯合文學。（2005.9.1）
- 《感覺結構》，臺北：聯合文學。（2005.3.15）
- 《自戀女人》，臺北：聯合文學。（2004）
- 《在百貨公司遇見狼》，臺北：聯合文學。（2002）
- 《絕對衣性戀》，臺北：聯合文學。（2001）
- 《怪胎家庭羅曼史》，臺北：時報文化。（2000）
- 《情慾微物論》，台北：大田出版。（1999）
- 《性帝國主義》，臺北：聯合文學。（1998）[2]
- 《性／別研究讀本》，臺北：麥田出版。（1998，編）
- 《慾望新地圖：性別．同志學》，臺北：聯合文學。（1996）
- 《性別越界：女性主義文學理論與批評》，臺北：聯合文學。（1995）[3]
- 《後現代女人：權力、慾望與性別表演》，臺北：時報文化。（1993）

## 外部連結
- 台灣作家目錄－張小虹 （页面存档备份，存于），國立台灣文學館。
- Hsiao-hung Chang，國立臺灣大學外國語文學系。